# ستان ألفيس
ستان ألفيس (بالإنجليزية: Stan Alves) هو مدرب كرة قدم أسترالية أسترالي، ولد في 22 مايو 1946.

## وصلات خارجية
- ستان ألفيس على موقع AustralianFootball.com (الإنجليزية)
- ستان ألفيس على موقع AFLtables.com (الإنجليزية)